# Damian Leszczyński

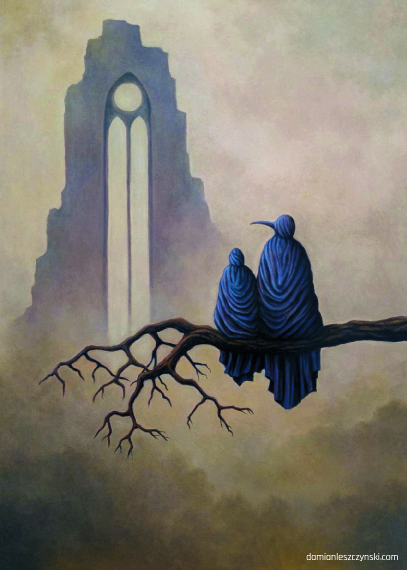
"Półmrok" IV, Damian Leszczyński, 2022

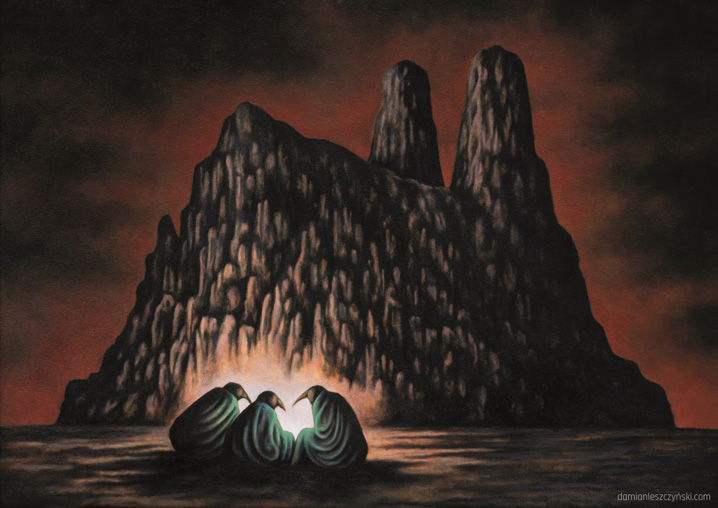
"Goście" VIII, Damian Leszczyński, 2023

Damian Leszczyński (ur. 23 marca 1972 we Wrocławiu) – polski filozof, profesor nauk humanistycznych, autor książek, publicysta, tłumacz, wydawca klasycznej literatury podróżniczej, podróżnik, rysownik i malarz.

## Życiorys
Ukończył Liceum Plastyczne we Wrocławiu w 1992 roku, a następnie studia filozoficzne na Uniwersytecie Wrocławskim w 1997 roku. W 2001 roku uzyskał tytuł doktora na podstawie rozprawy „Ciągłość i zerwanie w historii wiedzy”. W 2012 roku otrzymał stopień doktora habilitowanego na podstawie monografii „Struktura poznawcza i obraz świata”, a w 2017 tytuł profesora.
Leszczyński pracuje w Instytucie Filozofii na Uniwersytecie Wrocławskim, gdzie kieruje Zakładem Epistemologii i Filozofii Umysłu. Opublikował kilkanaście książek naukowych i popularnonaukowych, ponad dwieście artykułów naukowych, esejów i felietonów oraz kilkanaście tomów pod redakcją naukową. Leszczyński jest współzałożycielem kwartalnika „Philosopica Wratislaviensia”. Jest byłym redaktorem naczelnym, periodyku „Lectiones & Acroases Philosophicae”, a także pomysłodawcą i redaktorem serii monografii „Studia Systematica”.

## Badania filozoficzne
Badania filozoficzne Leszczyńskiego koncentrują się na teorii poznania i filozofii świadomości (filozofii umysłu). Zajmuje się również metafilozofią oraz filozofią polityki. Jednym z wiodących wątków jest problem wielości obrazów świata, ich historycznej i kulturowej zmienności, niewspółmierności, a także związane z tym zagadnienia realizmu poznania, relatywizmu i sceptycyzmu. Początkowo zagadnienie to badał z perspektywy filozofii nauki i metodologii, analizując mechanizmy rewolucji naukowych i niewspółmiernych paradygmatów. Źródłom takiej wizji rozwoju poznania poświęcona była książka „Ciągłość i zerwanie w historii wiedzy”, uznana za „erudycyjną” i „bogatą w inspiracje intelektualne z zakresu metodologii nauk (fizyki)”. W pracy „Struktura poznawcza i obraz świata” Leszczyński badał biologiczne, kulturowe i językowe uwarunkowania poznania oraz teoretyczne konsekwencje naturalizacji transcendentalizmu: spór realizm-idealizm, relatywizm i sceptycyzm. Zagadnienia te bliżej opracował w kolejnej monografii, „Realizm i sceptycyzm”, rozważając tzw. problem mostu oraz możliwość ugruntowania realizmu epistemologicznego na fakcie rozpoznania granic poznania.
Następna książka, „Demon zwodziciel”, odbiegająca formą od tradycyjnych rozpraw akademickich, była oryginalną próbą zmierzenia się z głównymi zagadnieniami filozofii poprzez radykalizację drogi zaproponowanej przez Kartezjusza w „Medytacjach”. Zdaniem niektórych komentatorów, książka ta ukazywała nieprzekraczalne ograniczenia filozofii w próbach zmierzenia się z fundamentalnymi pytaniami metafizycznymi, epistemologicznymi i eschatologicznymi.
„Wnioski Leszczyńskiego mają charakter wybitnie sceptyczny: filozofia jako narracja fundamentalna polega na wiecznych atakach na coś, z czym nie można wygrać. Tymczasem filozofowie nie chcą tego wniosku przyjąć do wiadomości i sprzedają innym baję o autonomii rozumu […]. Dla Leszczyńskiego tak zarysowany projekt to droga wiodąca do upadku. Człowiek nie jest w stanie sam siebie wyzwolić i nie pomoże mu w tym zadaniu ani broń wiedzy, ani filozofii. Ta druga […] prowadzi tylko do trudności, których sama nie tylko że nie potrafi rozwiązać, lecz nawet nie jest w stanie właściwie ich ująć. Innym ważnym wnioskiem pracy Leszczyńskiego jest zasada nieufności wobec skompromitowanego w hipotezie sceptycznej rozumu […]. Rozważanie hipotezy Zwodziciela uzmysławia, że światło naszego rozumu prowadzi wprost do demonów […]. Intuicja podpowiada, że i w sytuacji filozofa próbującego wybrnąć z sideł intelektu ratunek może przyjść wyłącznie ze strony tego, co radykalnie odmienne od świata, a więc, jak to określa filozofia – ze strony transcendencji”.
W późniejszych książkach i artykułach Leszczyński podejmował m.in. wątki polityki jako świeckiej religii („Polityczna eschatologia”) oraz kryzysu naturalistycznie nastawionych nauk i kultury. Tym ostatnim problemom poświęcony był opublikowany w 2023 roku tom „Puste naczynia. Studia z filozofii współczesnej”. Do wątków poruszonych w „Demonie zwodzicielu” powracał w studium poświęconym Pascalowi.

## Epistemologia odkryć geograficznych
Uzupełnieniem teoretycznych dociekań epistemologicznych nad zagadnieniem założeń kształtujących odmienne obrazy świata były liczne podróże badawcze – przede wszystkim na archipelagi Oceanii, do Azji Południowo-Wschodniej, Afryki oraz Ameryki Łacińskiej. W 2023 roku ukazała się pierwsza z książek będących owocem tych wypraw, poświęcona melanezyjskim wyspom Fidżi. W tym czasie Leszczyński rozpoczął też badania nad dawną literaturą tworzoną przez podróżników, odkrywców i awanturników od XVI do XIX wieku. Wydał i opracował m.in. książki Henry’ego M. Stanleya, Williama Bligha, Sygurda Wiśniowskiego, Svena Hedina. Od 2024 roku Leszczyński jest stałym gościem Programu II Polskiego Radia w cyklu audycji popularyzujących klasyczną literaturę podróżniczą.

## Twórczość artystyczna

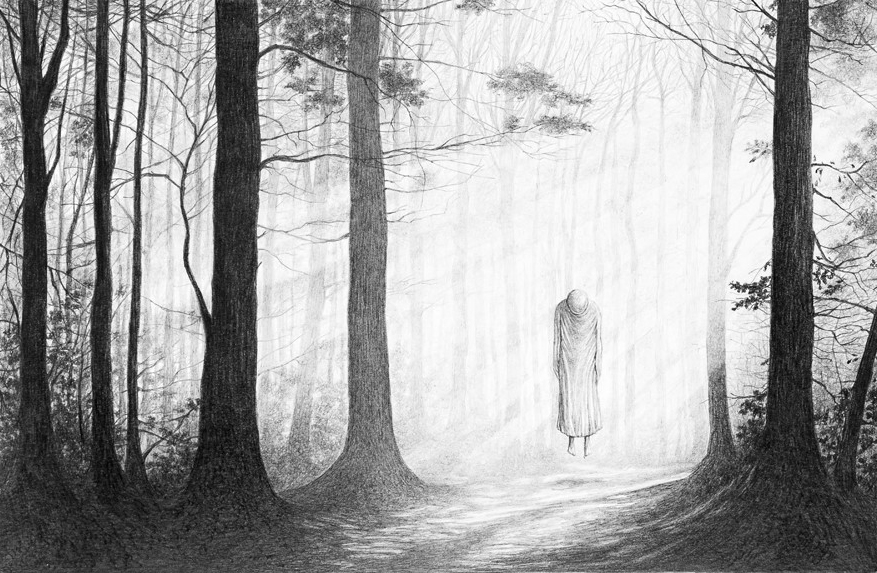
Drzewa X, Damian Leszczyński, 2017

Leszczyński zajmuje się rysunkiem w różnych technikach oraz malarstwem sztalugowym. W jego dorobku znajduje się kilkaset rysunków wykonanych ołówkiem w specyficznym dla niego stylu, rysunki tuszem oraz kilkadziesiąt obrazów w technice olejnej. Prace Leszczyńskiego znajdują się w prywatnych kolekcjach i prezentowane były na wystawach indywidualnych, a także wraz z pracami innych artystów, m.in. ze sztuką Zdzisława Beksińskiego. Mottem twórczości Leszczyńskiego jest parafraza maksymy von Clausewitza: „Sztuka jest jedynie kontynuacją filozofii za pomocą innych środków”.

## Najważniejsze publikacje naukowe
- Wprowadzenie do francuskiej filozofii nauki (współautor), Wydawnictwo Uniwersytetu Wrocławskiego, Wrocław 2003, ISBN 9788322923979.
- Ciągłość i zerwanie w historii wiedzy, Semper, Warszawa 2008, ISBN 9788375070323.
- Struktura poznawcza i obraz świata, Wydawnictwo Uniwersytetu Wrocławskiego, Wrocław 2010, ISBN 9788322931486.
- Realizm i sceptycyzm, Wydawnictwo Uniwersytetu Wrocławskiego, Wrocław 2012, ISBN 9788322933534.
- Demon zwodziciel, Wydawnictwo Uniwersytetu Wrocławskiego, Wrocław 2015, ISBN 9788322934630.
- Polityczna eschatologia, Wydawnictwo Uniwersytetu Wrocławskiego, Wrocław 2018, ISBN 9788322936122.
- Puste naczynia, Universitas, Kraków 2023, ISBN 9788324239313.

Inne publikacje książkowe:
- Filozofowie i ich filozofie, Atla 2, Wrocław 2002, ISBN 83-88555-85-5.
- Chinlandia. Wrażenia z podróży, Wektory, Wrocław 2010 (współautor), ISBN 9788360562406.
- Dyskretny urok ideologii, Semper, Warszawa 2011, ISBN 9788375070354.
- Taniec w tumanach kurzu, Wektory, Wrocław 2012, ISBN 9788360562550.
- Piotr Lenartowicz, Wydawnictwo WAM, Kraków 2019 (współautor), ISBN 9788376143903.
- Fidżi. Tajemnice archipelagu kanibali, Wydawnictwo Erebus, Wrocław 2023. ISBN 9788395415432.

Wybrane tomy pod redakcją i przekłady:
- M. Foucault, Filozofia, historia, polityka (współautor przekładu i wstępu), ISBN 8301133813.
- A. Renaut, Era jednostki. Przyczynek do historii podmiotowości, Ossolineum, Wrocław 2001 (przekład), ISBN 8304045273.
- Gaston Bachelard, Kształtowanie się umysłu naukowego, słowo/obraz/terytoria, Gdańsk 2002 (przekład i posłowie), ISBN 8388560298.
- Ewolucja, religia, filozofia, Atut, Wrocław 2010 (redakcja), ISBN 9788374327138.
- Prawda, Wydawnictwo Uniwersytetu Wrocławskiego, Wrocław 2011 (redakcja), ISBN 9788322931769.
- Świadomość, świat, wartości, Oficyna PFF, Wrocław 2013 (współredakcja), ISBN 9788364208102
- Wiedza, Wydawnictwo Uniwersytetu Wrocławskiego, Wrocław 2013 (redakcja), ISBN 9788322933879.
- H. Bergson, Myśl i ruch. Eseje i wykłady, PWN, Warszawa 2021 (redakcja naukowa i wstęp), ISBN 978-83-012-1494-4.
- Nauka, metoda, wartości, Oficyna PFF, Wrocław 2022 (współredakcja), ISBN 9788364208195.
- H.M. Stanley, Jak odnalazłem Livingstone’a. Podróże, przygody i odkrycia w Afryce Środkowej, Wydawnictwo Erebus, Wrocław 2023 (przekład, wstęp i opracowanie), ISBN 9788395415456.
- William Bligh, Podróż na okręcie „Bounty” na Morze Południowe, Wydawnictwo Erebus, Wrocław 2023 (wstęp i opracowanie), ISBN 9788395415463.
- S. Hedin, Tybet. Przygody w drodze do Lhasy, Wydawnictwo Erebus, Wrocław 2024 (wstęp i opracowanie), ISBN 9788395415470.
- W. Adams, Listy z Japonii. Anglik na dworze szoguna, Wydawnictwo Erebus, Wrocław 2024 (wstęp i opracowanie), ISBN 9788395415487.